# Наталия Арсениева
Наталия Арсениева (на беларуски: Наталля Арсеннева, Натальля Арсеньнева) е беларуска поетеса.

## Биография
Наталия Арсениева е родена на 20 септември 1903 г. в Баку в семейството на руски чиновници. По време на Първата световна война семейството ѝ се евакуира в Ярославъл, където бъдещата поетеса написва своето първо стихотворение на руски език. През 1920 г. семейството ѝ заминава за Вилнюс, където тя завършва Вилнюската беларуска гимназия. След това постъпва в Хуманитарния факултет на университета. На нейните поетически способности обръща внимание М. Горецки.
През 1922 г. Наталия Арсениева се омъжва за офицера от полската армия Франтишек Кушел, който е изпратен да служи в Хелмно, Северна Полша.
След септември 1939 г. тя живее във Вилейка, Белорусия, където работи в областното издание „Селски вестник“ („Сялянская газета“). През април 1940 г. като съпруга на пленен полски офицер е депортирана с 2-та си сина в Казахстан. Там работи в колхоз. През май 1941 г. с помощта на Съюза на писателите на Белоруската ССР (и особено на Янка Купала) заминава за Минск.
Там я застига войната. Минск е окупиран от германски войски и тя започва да сътрудничи на профашисткия вестник „Минска газета“. Пише няколко либрета за опера и се занимава с преводи. Синът ѝ Ярослав умира по време на партизанска акция в кинотеатър. През 1944 г. заедно с съпруга си, който е командир в беларуската местна отбрана, се евакуира в Германия. Учактва активно в културната и просветна дейност в лагерите за „разселени лица“, преподава в беларуската гимназия „Янка Купала“.
Живее в САЩ от 1949 г. Работи в емигрантския беларуски вестник „Беларус“, радио „Свободна Европа“, Беларуския институт за науки и изкуства в Ню Йорк. През 70-те и 80-те години взема активно участие в политически живот на беларуската емиграция. Умира на 25 юли 1997 г. в Рочестър, щата Ню Йорк, където живее със семейството на сина си Владимир.

## Произведения
Стихове
- Пад сінім небам: Вершы, 1921—1925. Вільня, 1927
- (Жёлтая осень) (не вышел из-за войны)
- Сягоньня: Вершы, 1941—1943. Мн., 1944. (Ныне)
- Між берагамі: Выбар паэзіі, 1920—1970. Нью-Ёрк, Таронта, 1979
- Яшчэ адна вясна: Выбраныя вершы. Мн., 1996
- Выбраныя творы. Мн., 2002

Пиеса
- Сваты (1955)

Либрето
- към оперите „Лесное озеро“, „Всеслав Чародей“ и оперетата „С выражении“ на М. Щеглов

Текст за песен
- „Магутны Божа“ и др.

Преводи
- драма Г. Гавптмана „Затонуты колокол“ (1948—1954, поставлена в 1943 в Минске)
- „Евангельский христианский сьпевник“ (Минск, 1943)
- либрето на операта „Сватбата на Фигаро“, „Волшебная свирель“ В. А. Моцарт, „Вольный стреляющий“ К. М. Вебер, „Кармен“ Ж. Бизе, „Цигански барон“ И. Штрауса
- текст арии „Евгений Онегин“ П. Чайковского
- пролог к „Ромео и Джульетте“ В. Шекспира
- разделы из „Дедов“, „Пана Тадеуша“ А. Мицкевича
- отдельные стихотворения И. В. Гете